# جمشید جم نجفی
جمشید جم نجفی (متولد مارس ۱۹۶۳) یک تاجر میلیاردر ایرانی-آمریکایی است. او مدیر مجموعه شرکت‌های نجفی است. این مجموعه، مجموعه‌ای از شرکت‌های سهامی خاص است. او همچنین به‌عنوان نایب رئیس تیم فونیکس سانز در ان‌بی‌ای و مک‌لارن ریسینگ فعالیت می‌کند.

## اوایل زندگی
نجفی مدرک کارشناسی خود را در رشته اقتصاد از دانشگاه کالیفرنیا دریافت کرده است. در سال ۱۹۸۶، او موفق به دریافت مدرک کارشناسی ارشد در اقتصاد کسب‌وکار از دانشگاه هاروارد شد.

## حرفه
نجفی فعالیت حرفه‌ای خود را در سالومون برادرز که یک شرکت واقع در وال استریت بود آغاز کرد. این شرکت بعدها بخشی از سیتی‌گروپ شد. سپس او به‌عنوان مدیر عامل یک شرکت سهام خصوصی منسوب شد. او از سال ۱۹۹۰ تا ۲۰۰۲ به همراه برادرش فرانسیس نجفی، این شرکت را مدیریت می‌کرد. شرکت تحت کنترل او که شرکت پیووتال نام داشت، بر خرید املاک تجاری مانند:
- Century Plaza Hotel
- St. Regis
- 650 California Street
- Promontory

نجفی یکی از بنیان‌گذاران صندوق خیریه سرمایه‌گذاری مخاطره‌آمیز شرکای سرمایه‌گذاری اجتماعی است که در سازمان‌های غیرانتفاعی نوظهور سرمایه‌گذاری می‌کند. او همچنین در کمیته دیزاین اکسلنس دانشگاه دانشگاه آریزونا عضو بوده و در سال ۲۰۰۱ به فهرست «چهل نفر زیر ۴۰ سال» مجله فونیکس بیزینس ژورنال راه یافت.
او عضو هیئت‌مدیره فونیکس سمفونی و فونیکس متروپولیتن بوده و به‌عنوان رئیس هیئت امنای فونیکس کانتری دی‌اسکول نیز فعالیت کرده است.
نجفی یکی از مالکان جزئی و نایب‌رئیس تیم بسکتبال حرفه‌ای فونیکس سانز است و به‌عنوان نماینده در هیئت مدیره ان بی ای نیز حضور دارد. پس از اینکه مالک اصلی، رابرت سارور، به دلیل استفاده از زبان نژادپرستانه و رفتار نامناسب با کارکنان زن از فعالیت در تیم یک سال محروم شد، نجفی خواستار استعفای او شد. در نهایت سارور تیم را به مالکان جدید به رهبری مت ایشبیا و برادرش جاستین ایشبیا فروخت، و نجفی به همراه دو مالک دیگر سهام خود را حفظ کردند. این فروش در ۷ فوریه ۲۰۲۳ نهایی شد.
شرکت سرمایه‌گذاری خصوصی نجفی (Najafi Cos.) که در سال ۲۰۰۲ تأسیس شد، تنها از سرمایه شخصی نجفی برای سرمایه‌گذاری استفاده می‌کند. این شرکت در صنایع مختلفی از جمله کالاهای مصرفی، رسانه، ورزش، مسافرت، تجارت الکترونیک، خرده‌فروشی و فناوری سرمایه‌گذاری دارد.
در دسامبر ۲۰۲۰، نجفی به‌عنوان نایب‌رئیس بعدی تیم مسابقات مک‌لارن ریسینگ در فرمول یک منصوب شد.

## سرمایه‌گذاری‌ها
در سال ۲۰۰۳، نجفی از طریق شرکت خود، شرکت نت‌وورک سولوشنز را به مبلغ ۲۰ میلیون دلار از وری‌ساین خریداری کرد و در سال ۲۰۰۷ این شرکت را به جنرال آتلانتیک به مبلغ ۸۰۰ میلیون دلار فروخت. در سال ۲۰۰۶، او رهبری شرکت در خرید برند شامپوی پرت‌پلاس و دئودورانت Sure از Procter & Gamble را به عهده داشت. در سال ۲۰۰۸، نجفی و شرکت او ترندهومز را خریداری کردند. همچنین در سال ۲۰۰۸، نجفی شرکت دایرکت گروپ را خریداری کرد و سپس فعالیت این شرکت را به فرانسه، بلژیک، سوئیس و کبک گسترش داد.
نجفی و شرکت او، در سال ۲۰۱۱ بالاترین پیشنهاد را برای خرید برادرز گروپ ارائه دادند. این پیشنهاد در نهایت به نتیجه نرسید و شرکت برادرز گروپ به‌طور کامل منحل شد. در سال ۲۰۱۳، نجفی و شرکتش همچنین برای خرید بوستون گلوپ پیشنهاد دادند.
در سال ۲۰۱۷، شرکت نجفی برای مالکیت شرکت تایم پیشنهاد داد. شرکت تایم صاحب نشریاتی مانند اسپورتس ایلاستریتد و فورتی‌نت است.
در سال ۲۰۱۸، مجموعه شرکت‌های نجفی در بیچ هاوس گروپ یک استودیوی برند که صاحب چندین برند مصرفی است، سرمایه‌گذاری کرد. این برندها شامل برند بیس با شی میچل در زمینه مسافرت، برند مون با کندال جنر در زمینه مراقبت دهان و دندان، و برنت پترن با تریسی الیس راس در زمینه مراقبت از مو هستند. در سال ۲۰۲۱، نجفی در خط تولید محصولات مراقبت از پوست دوست‌دار محیط‌زیست اسکارلت جوهانسون به نام اوتست سرمایه‌گذاری کرد.
شرکت کلاسیک وکیشن اعلام کرد که در ۲ آوریل ۲۰۲۱، توافق قطعی خرید تمامی دارایی‌های این شرکت توسط مجموعه شرکت‌های نجفی از گروه شرکت اکسپدیا نهایی شد.
در ۲۲ آوریل ۲۰۲۲، نجفی قرارداد خرید شرکت اس‌تی‌ایکس اینترتیمنتز را نهایی کرد.
در ۲۶ اکتبر ۲۰۲۲، ام‌اس‌پی اسپورتز کپیتال (شناخته‌شده به‌خاطر سرمایه‌گذاری در تیم مسابقات فرمول یک مک‌لارن) اعلام کرد که سهام عمده‌ای از شرکت ای‌اس‌پی‌ان برای رویدادهای ایکس گیمز خریداری کرده است.

## زندگی شخصی
نجفی به همراه همسرش، چریل نجفی، در آریزونا زندگی می‌کند و آن‌ها سه فرزند دارند.

## آثار
- Jahm Najafi (1987). Elements of Design for a Commercial Mortgage Security: An Issuer's Primer. Roberta Paula Books, Salomon Bros.